# Euphoresia coiffaiti
Euphoresia coiffaiti är en skalbaggsart som beskrevs av Frey 1972. Euphoresia coiffaiti ingår i släktet Euphoresia och familjen Melolonthidae. Inga underarter finns listade i Catalogue of Life.